# Ahmed Douhou
Ahmed Yves Douhou (Bouaké, 14 dicembre 1976) è un velocista ivoriano naturalizzato francese.
È stato campione mondiale con la nazionale francese della staffetta 4×400 metri a Parigi Saint-Denis 2003.

## Record nazionali

### Seniores
Record nazionali ivoriani
- 200 metri piani indoor: 21"08 ( Liévin, 12 gennaio 1997)
- Staffetta 4×100 metri: 38"60 ( Edmonton, 12 agosto 2001) (Jean-Marie Irie, Ahmed Douhou, Yves Sonan, Éric Pacôme N'Dri)

## Palmarès
| Anno                                   | Manifestazione          | Sede        | Evento      | Risultato  | Prestazione | Note  |
| -------------------------------------- | ----------------------- | ----------- | ----------- | ---------- | ----------- | ----- |
| In rappresentanza della Costa d'Avorio |                         |             |             |            |             |       |
| 1996                                   | Giochi olimpici         | Atlanta     | 100 m piani | Batteria   | 10"53       |       |
| 1996                                   | Giochi olimpici         | Atlanta     | 4×100 m     | Semifinale | 38"99       |       |
| 1997                                   | Mondiali indoor         | Parigi      | 200 m piani | Semifinale | 21"81       |       |
| 1997                                   | Mondiali                | Atene       | 200 m piani | Batteria   | 21"08       |       |
| 2000                                   | Giochi olimpici         | Sydney      | 200 m piani | Batteria   | 20"98       |       |
| 2000                                   | Giochi olimpici         | Sydney      | 4×100 m     | Semifinale | 38"82       |       |
| 2001                                   | Mondiali                | Edmonton    | 4×100 m     | 5º         | 39"18       |       |
| In rappresentanza della Francia        |                         |             |             |            |             |       |
| 2002                                   | Europei                 | Monaco      | 4×400 m     | Bronzo     | 3'02"76     |       |
| 2003                                   | Mondiali                | Saint-Denis | 4×400 m     | Oro        | 2'58"96     | [ 1 ] |
| 2004                                   | Giochi olimpici         | Atene       | 4×400 m     | Batteria   | 3'04"39     |       |
| 2005                                   | Giochi del Mediterraneo | Almería     | 4×400 m     | Argento    | 3'04"84     |       |

## Altre competizioni internazionali
2003
- Coppa Europa di atletica leggera ( Firenze)